# Internationaux de Strasbourg 2000
L'Internationaux de Strasbourg 2000 è stato un torneo di tennis giocato sulla terra rossa. È stata la 14ª edizione del Internationaux de Strasbourg, che fa parte della categoria Tier III nell'ambito del WTA Tour 2000. Si è giocato al Centre Sportif de Hautepierre di Strasburgo in Francia, dal 22 al 28 maggio 2000.

## Campionesse

### Singolare
Silvija Talaja ha battuto in finale  Rita Kuti-Kis con il punteggio di 7–5, 4–6, 6–3

### Doppio
Sonya Jeyaseelan /  Florencia Labat hanno battuto in finale  Kim Grant /  María Vento-Kabchi con il punteggio di 6–4, 6–3